# Landoppo misamisoriensis
Landoppo misamisoriensis là một loài nhện trong họ Theridiidae. Chúng thuộc chi đơn loài Landoppo và được Alberto Barrion & James A. Litsinger miêu tả năm 1995.